# Якоб Шпренгер (політик)
Якоб Шпренгер (Jakob Sprenger; 24 липня 1884, Обергаузен — 7 травня 1945, Кессен) — партійний діяч НСДАП, обергруппенфюрер СА (1 вересня 1939)

## Біографія
З 1902 року працював на пошті. Закінчив телеграфну школу в Мангаймі, оберінспектор поштового відомства у Франкфурті-на-Майні. 6 серпня 1914 вступив добровольцем до армії. Учасник Першої світової війни на Західному і Східному фронтах, лейтенант. 
У 1922 році вступив в НСДАП. Під час заборони НСДАП створив «Німецьку партію», разом з якою в лютому 1925 року ввійшов в НСДАП; керівник району Гессен-Нассау-Південь і керівник СА Франкфурта. У 1925 обраний в міські збори Франкфурта.
З 1 квітня 1927 року після створення гау Гессен-Нассау-Південь призначений гауляйтером. З 1929 року — керівник фракції НСДАП у провінційному ландтазі. 14 вересня 1930 року обраний депутатом Рейхстагу від Гессена-Нассау; керівник відділу державних службовців НСДАП. У 1930 році створив газету «Франкфуртський народний листок», в 1933 році — «Націонал-соціалістичну газету державних службовців». З 1 вересня 1932 року — ландесінспектор НСДАП Південного Заходу, комісар гау Гессен-Дармштадт. З 1 січня 1933 року — гауляйтер Гессена-Нассау. З травня 1933 року — почесний президент Німецького союзу чиновників.
З 5 травня 1933 року — рейхсштатгальтер Гессена. З 1 вересня 1939 року — імперський комісар оборони 12-го військового округу, з 1 грудня 1942 року — Гессена-Нассау. З 1 липня 1944 року — оберпрезидент Нассау.
Після наступу союзників, 25 березня 1945 року покинув гау і зник в Тіролі. Покінчив життя самогубством разом з дружиною.

## Нагороди
- Залізний хрест 2-го класу
- Медаль «За відвагу» (Баварія) в золоті
- Орден «За заслуги» (Баварія) 4-го класу з мечами
- Нагрудний знак «За поранення» в чорному
- Золотий партійний знак НСДАП
- Почесний громадянин численних міст
  - Бад-Гомбург (4 квітня 1933) — разом з Паулем фон Гінденбургом і Адольфом Гітлером.
  - Гау-Альгесгайм (18 травня 1933)
  - Грос-Герау (26 травня 1933)
  - Кронберг (25 липня 1933) — разом з Германом Герінгом.
  - Вайльбург (1933) — разом із Паулем фон Гінденбургом, Адольфом Гітлером, Германом Герінгом і принцом Філіппом Гессенським.
  - Ланштайн
- Почесний хрест ветерана війни з мечами
- Генеральний знак гау 1923
- Почесна пов'язка СА
- Почесний кинджал СА
- Медаль «За вислугу років у НСДАП» в бронзі, сріблі та золоті (25 років)

## Вшанування
В 1933 році в Вецларі з'явилась вулиця Якоба Шпренгера (Jakob-Sprenger-Straße).